# Diocesi di Andria

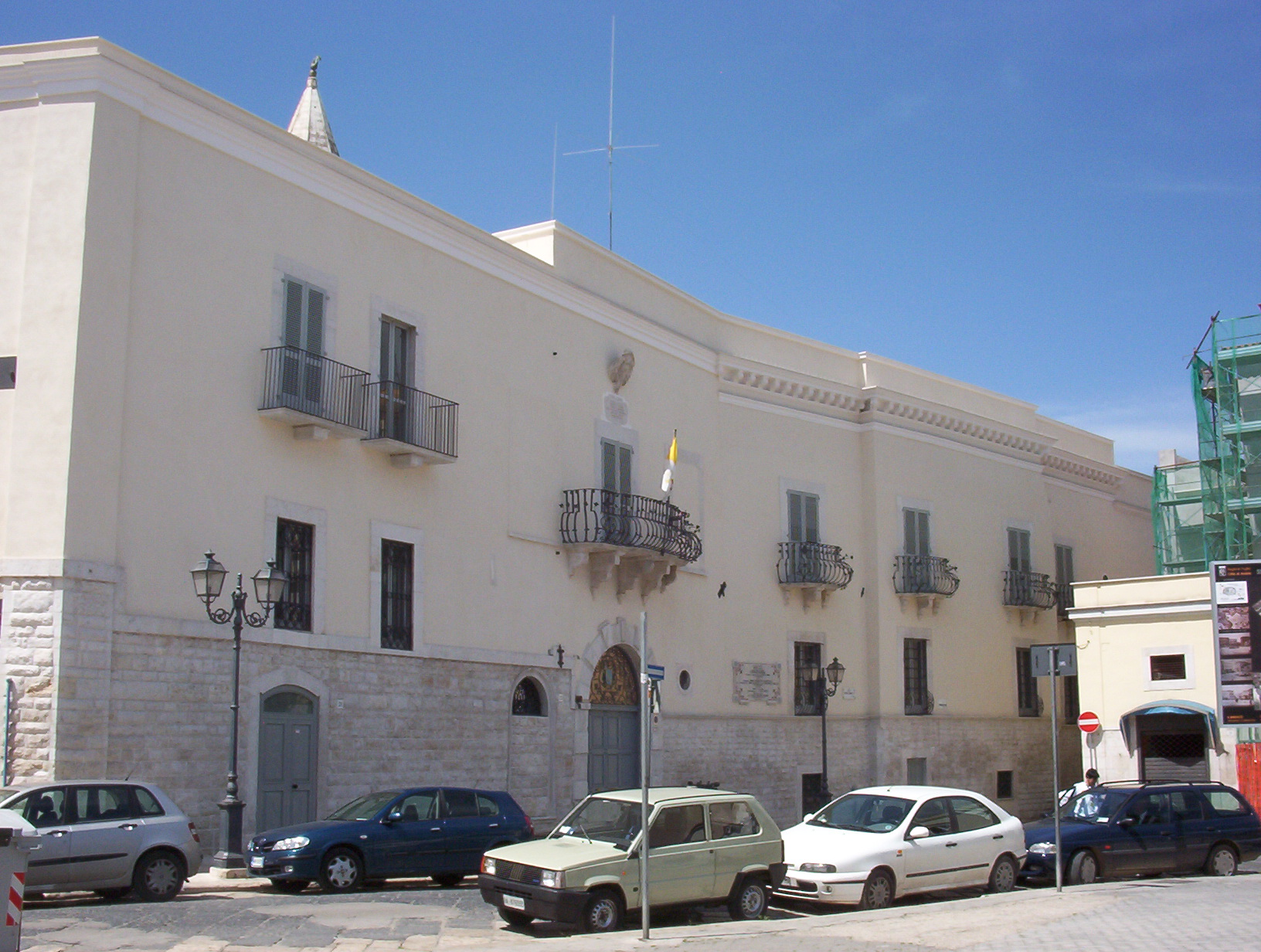
Il palazzo vescovile di Andria.

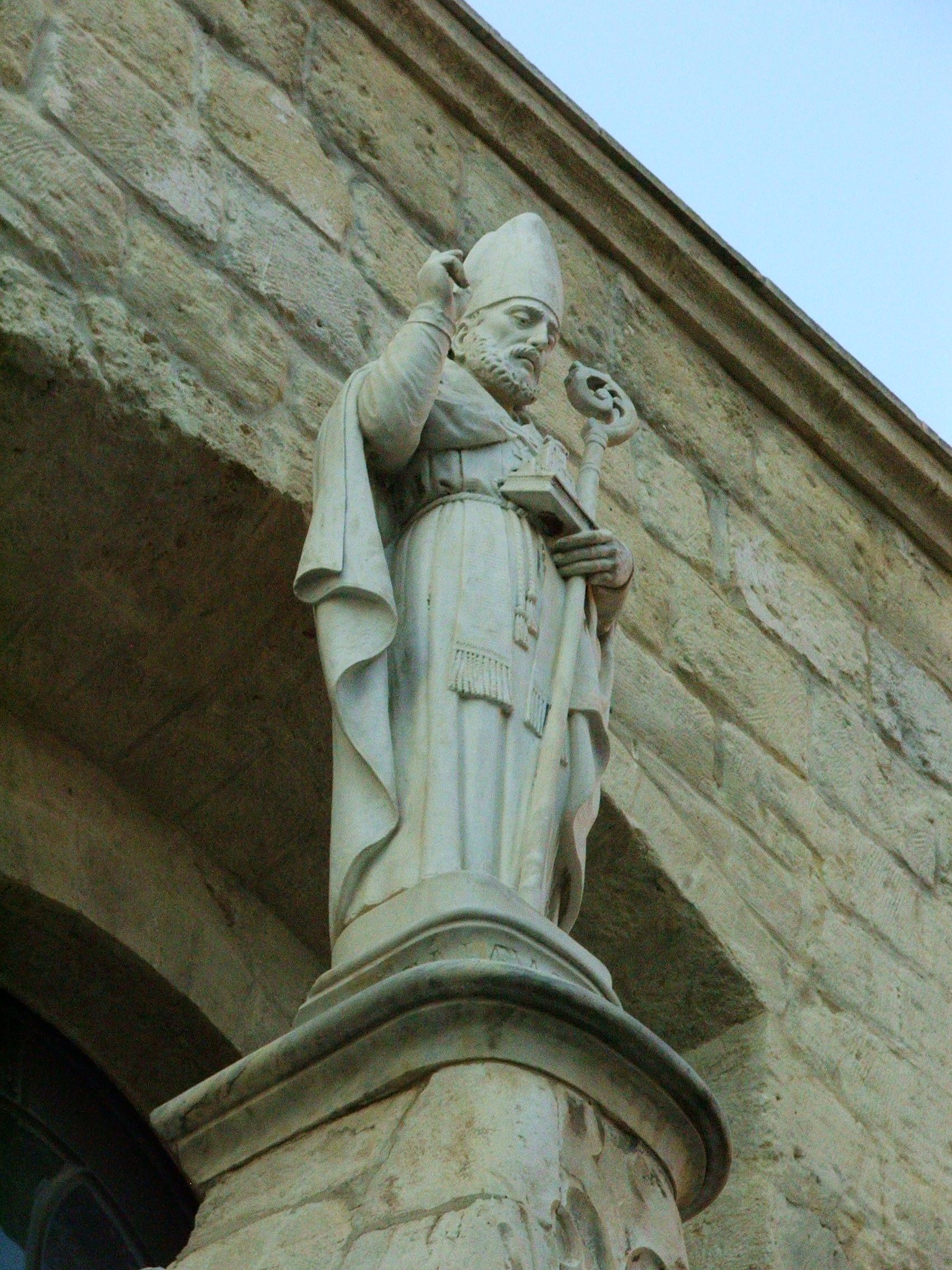
San Riccardo, patrono della diocesi.

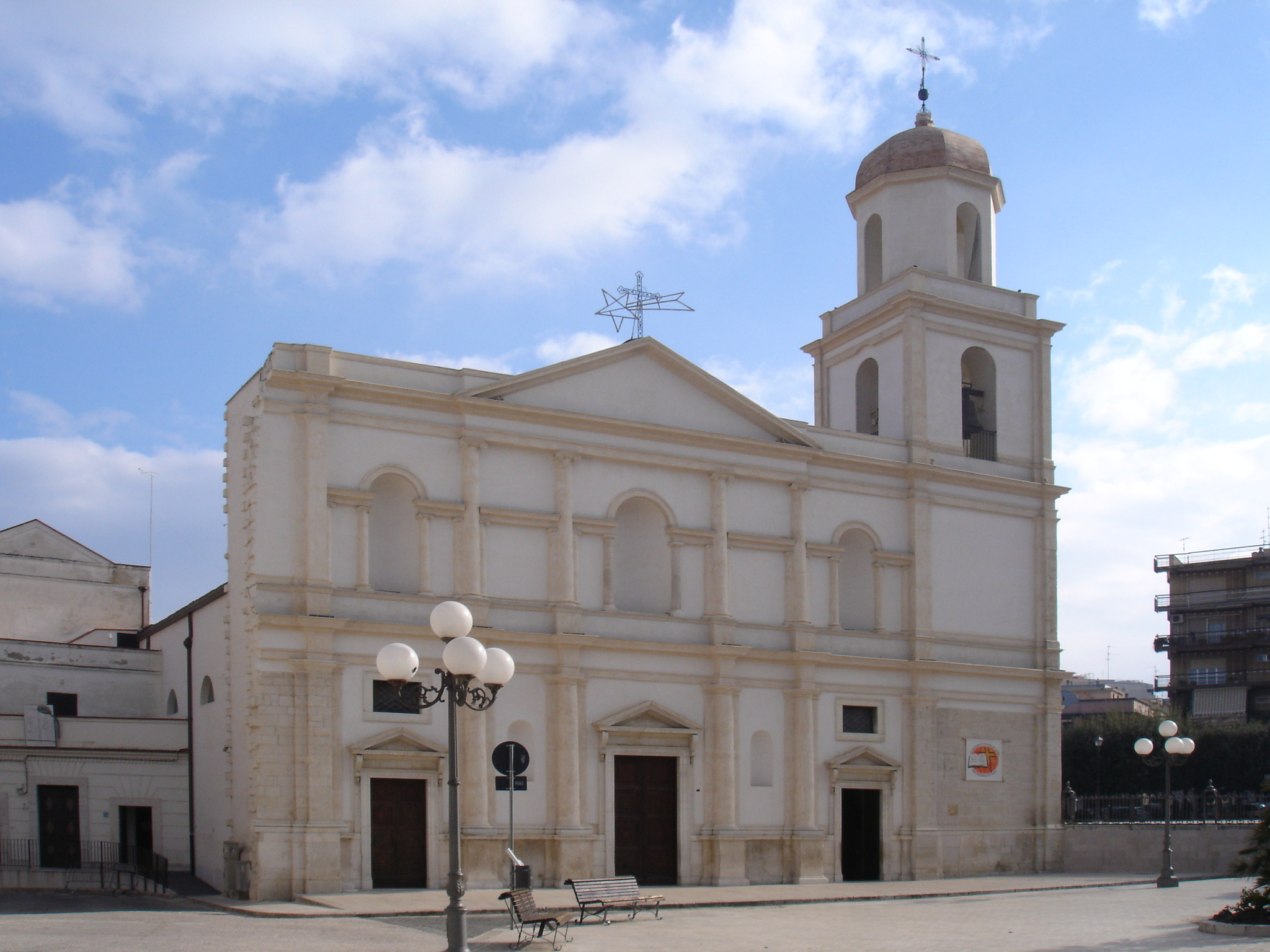
La concattedrale di San Sabino a Canosa.

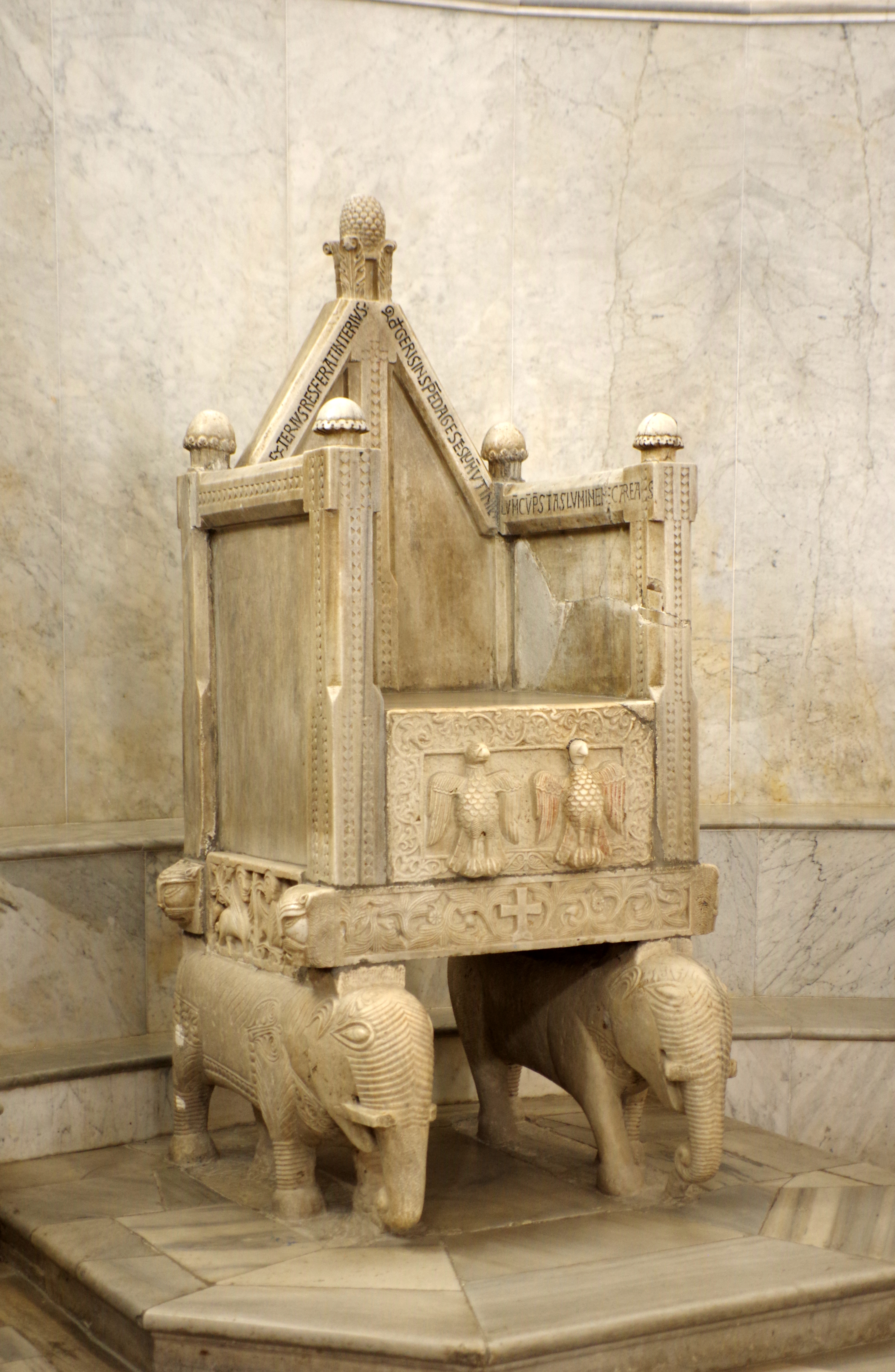
Cattedra vescovile romanica all'interno della chiesa di San Sabino a Canosa.

La diocesi di Andria (in latino Dioecesis Andriensis) è una sede della Chiesa cattolica in Italia suffraganea dell'arcidiocesi di Bari-Bitonto appartenente alla regione ecclesiastica Puglia. Nel 2022 contava 143.617 battezzati su 145.041 abitanti. È retta dal vescovo Luigi Mansi.

## Territorio
La diocesi comprende i comuni di Andria, Canosa di Puglia e Minervino Murge nella provincia di Barletta-Andria-Trani in Puglia.
Sede vescovile è la città di Andria, dove si trova la cattedrale di Santa Maria Assunta. A Canosa di Puglia sorge la concattedrale di San Sabino. A Minervino Murge si trova l'ex cattedrale di Santa Maria Assunta.
Il territorio si estende su 799 km² ed è suddiviso in 45 parrocchie, raggruppate in 5 zone pastorali, di cui tre ad Andria e una ciascuno a Minervino e a Canosa.

## Storia
Non vi sono notizie sulla primitiva diffusione del cristianesimo ad Andria. Secondo la tradizione petrina, comune a molte diocesi della Puglia, la chiesa sarebbe stata fondata dall'apostolo san Pietro nel suo viaggio da Antiochia a Roma. Tradizioni locali hanno anticipato la fondazione della diocesi al V secolo, con un presunto vescovo Richardus anglicus, riferibile piuttosto al santo vescovo del XII secolo.
«Prime attestazioni di una presenza cristiana nel territorio andriese si rintracciano in riferimenti documentari che parlano del locus Andre come distretto arcipretale dotato di ecclesia baptismalis con il compito di amministrazione dei sacramenti e con benefici come il diritto di decima, sotto la giurisdizione episcopale di Trani, sin dal IX-X secolo». È certo che la diocesi non è precedente al 1063; in quest'anno in una bolla di papa Alessandro II all'arcivescovo Bisanzio di Trani, Andria compare tra i possedimenti del metropolita tranese.
Il primo vescovo documentato di Andria è Leone, il cui nome compare in un atto di donazione al monastero di Santo Stefano ad rivum maris del 1137; nel 1143 intervenne alla traslazione delle reliquie di san Nicola Pellegrino a Trani; l'anno successivo è tra i firmatari di un altro atto di donazione della chiesa dei Santi Nicandro e Marziano. Dopo Leone, la seconda metà del XII secolo è segnata dall'episcopato di san Riccardo. Dalla fine del secolo, è documentata la suffraganeità di Andria all'arcidiocesi di Trani; la diocesi comprendeva solo la città episcopale e il territorio circostante.
Secondo la tradizione locale, Beatrice d'Angiò, sposa del duca Bertrando IV del Balzo, portò ad Andria la "Sacra Spina" della corona di Gesù, donata al capitolo e che tuttora si venera nella cattedrale andriese. Nel XIV secolo la città vide la presenza di quattro grandi monasteri: i domenicani (presenti dal 1398), i francescani conventuali, i francescani osservanti di Santa Maria Vetere, e gli agostiniani.
Nel 1438, con il "ritrovamento" del corpo di san Riccardo, si sviluppò la devozione a questo santo vescovo, contestualmente dichiarato patrono della città. Dal 1452 al 1479 la diocesi fu unita in persona episcopi alla diocesi di Montepeloso, l'attuale città di Irsina.
Nel XVI secolo lo sviluppo urbanistico della città favorì la costruzione di diversi edifici religiosi, tra cui il monastero delle benedettine (1563), distrutto in epoca fascista, il monastero e la basilica dei benedettini (1576), il santuario di Santa Maria dell'Altomare. Le decisioni del concilio di Trento tardarono ad essere attuate in diocesi; per esempio, il seminario vescovile fu istituito solo nel 1705 ad opera del vescovo Andrea Ariani. «Alla fine del 1700 le statistiche riportano la presenza di 140 sacerdoti, 151 monaci e fratelli laici, 58 monache e converse, per un totale di 349 religiosi, su circa 13 mila abitanti».
Il 29 giugno 1818, in forza della bolla De utiliori di papa Pio VII, il territorio della diocesi si ampliò incorporando la prelatura nullis di Canosa e la diocesi di Minervino, entrambe soppresse.
Il Novecento ha visto l'episcopato di Giuseppe Di Donna (1940-1952), missionario in Madagascar, di cui è in corso la causa di beatificazione; «la carità pastorale e l'infaticabile azione di pacificazione sociale negli anni duri dello scontro ideologico del dopoguerra ne fanno una delle figure più significative della Chiesa diocesana nel Novecento».
Nel 1976 il comune di Montemilone, già appartenuto alla diocesi di Minervino, fu ceduto alla diocesi di Venosa.
Il 20 ottobre 1980, con la bolla Qui Beatissimo Petro di papa Giovanni Paolo II, è entrata a far parte della provincia ecclesiastica dell'arcidiocesi di Bari (oggi arcidiocesi di Bari-Bitonto).

## Cronotassi dei vescovi
Si omettono i periodi di sede vacante non superiori ai 2 anni o non storicamente accertati.
- Riccardo ? † (492 - 539)[5]
- Gregorio ? † (VIII secolo)[6]
- Cristoforo ? † (menzionato nel 787)[7][8]
- Leone † (prima del 1137 - dopo il 1144)[9]
- San Riccardo II † (prima del 1158 - dopo il 1196)[10]
- Anonimo † (menzionato nel dicembre 1199)[10]
- Anonimo † (? - circa 1210 deceduto)[11]
- Anonimo † (13 aprile 1210 - ?)[11]
- Anonimo † (menzionato nel gennaio 1228)[10]
- Matteo † (menzionato nel 1243)[10]
- Giovanni I † (prima del 1269 - dopo il 14 luglio 1274 deceduto)[10]
- Placido, O.E.S.A. † (1275 - dopo il 1304)[10][12]
- Giovanni II † (menzionato nel 1318)
- Domenico † (1319 - dopo il 1343 deceduto)[13]
- Giovanni di Alessandria, O.E.S.A. † (10 novembre 1348 - 1349 deceduto)[14]
- Andrea, O.E.S.A. † (14 marzo 1349 - 1356)[15]
- Giovanni III † (menzionato nel 1356)[16]
- Marco † (? - ? deceduto)
- Lucido di Norcia, O.E.S.A. † (20 dicembre 1374 - circa 1378 deposto)[17]
- Francesco † (circa 1380 - dopo il 1385)
- Milillo, O.E.S.A. † (16 gennaio 1392 - 1400 nominato vescovo di Salpi)[18]
- Francesco de Nigri, O.F.M. † (12 agosto 1418 - ? deceduto)[19]
- Giovanni Donadei, O.S.B.Cel. † (14 novembre 1435 - 1451 deceduto)
- Antonello, O.F.M. † (20 settembre 1452 - 1460 deceduto)
- Antonio Giannotti † (1460 - 1463 deceduto)
- Matteo Antonio † (3 aprile 1463 - ?)
- Francesco Bertini † (20 ottobre 1465 - 18 settembre 1471 nominato vescovo di Capaccio)
- Martino De Soto Mayor, O.Carm. † (18 ottobre 1471 - marzo 1477 deceduto)
- Angelo Florio † (1477 - agosto 1495 deceduto)
- Girolamo dei Porcari † (26 aprile 1495 - 1503 deceduto)
- Antonio de Roccamaro, O.F.M. † (20 dicembre 1503 - 1515 dimesso)
- Andrea Pastore † (26 marzo 1515 - 1516 deposto)
- Simone di Narni † (12 dicembre 1516 - 1517 deceduto)
- Niccolò Fieschi † (gennaio 1517 - 13 novembre 1517 dimesso)
- Giovanni Francesco Fieschi † (13 novembre 1517 - 1565 dimesso)
- Luca Fieschi † (30 gennaio 1566 - 28 marzo 1582 nominato vescovo di Albenga)
- Luca Antonio Resta † (27 aprile 1582 - 5 ottobre 1597 deceduto)
- Vincenzo Bassi † (25 maggio 1598 - 9 dicembre 1603 deceduto)
- Antonio de Franchis, C.R. † (23 gennaio 1604 - 1625 deceduto)
- Vincenzo Caputo † (3 marzo 1625 - febbraio 1626 deceduto)
- Alessandro Strozzi † (4 maggio 1626 - 8 marzo 1632 nominato vescovo di San Miniato)
- Felice Franceschini, O.F.M.Conv. † (26 aprile 1632 - 8 ottobre 1641 deceduto)
- Ascanio Cassiano † (16 dicembre 1641 - 1657 deceduto)
- Alessandro Egizio † (17 dicembre 1657 - 2 aprile 1689 deceduto)
- Pietro Vecchia, O.S.B. † (6 marzo 1690 - 19 dicembre 1691 nominato vescovo di Molfetta)
- Francesco Antonio Triveri, O.F.M.Conv. † (21 gennaio 1692 - 24 settembre 1696 nominato vescovo di Melfi e Rapolla)
- Andrea Ariani † (14 gennaio 1697 - 17 agosto 1706 deceduto)
- Antonio Adinolfi † (6 dicembre 1706 - 13 luglio 1715 deceduto)
  - Sede vacante (1715-1718)
- Giovanni Paolo Torti Rogadei, O.S.B. † (11 maggio 1718 - 9 dicembre 1726 nominato vescovo di Avellino e Frigento)
- Cherubino Tommaso Nobilione, O.P. † (9 dicembre 1726 - 17 maggio 1743 dimesso)
- Domenico Anelli † (20 maggio 1743 - 14 luglio 1756 deceduto)
- Francesco Ferrante † (3 gennaio 1757 - 6 giugno 1772 deceduto)
- Saverio Palica, O.S.B.Cel. † (8 marzo 1773 - 8 aprile 1790 deceduto)
- Salvatore Maria Lombardi † (27 febbraio 1792 - 27 gennaio 1821 deceduto)
- Giovanni Battista Bolognese † (19 aprile 1822 - 13 settembre 1830 deceduto)
- Giuseppe Cosenza † (2 luglio 1832 - 30 settembre 1850 nominato arcivescovo di Capua)
- Giovan Giuseppe Longobardi † (18 marzo 1852 - 2 novembre 1870 deceduto)
- Federico Maria Galdi † (23 febbraio 1872 - 9 marzo 1899 deceduto)
- Giuseppe Staiti di Brancaleone † (19 giugno 1899 - 14 dicembre 1916 deceduto)
- Eugenio Tosi, O.SS.C.A. † (22 marzo 1917 - 7 marzo 1922 nominato arcivescovo di Milano)
- Alessandro Macchi † (11 dicembre 1922 - 30 giugno 1930 nominato vescovo di Como)
- Ferdinando Bernardi † (11 aprile 1931 - 21 gennaio 1935 nominato arcivescovo di Taranto)
- Paolo Rostagno † (5 maggio 1935 - 5 maggio 1939 nominato vescovo di Ivrea)
- Giuseppe Di Donna, O.SS.T. † (2 febbraio 1940 - 2 gennaio 1952 deceduto)
- Luigi Pirelli † (26 febbraio 1952 - 8 gennaio 1957 dimesso[20])
- Francesco Brustia † (14 marzo 1957 - 29 marzo 1969 dimesso[21])
- Giuseppe Lanave † (29 marzo 1969 - 19 novembre 1988 ritirato)
- Raffaele Calabro † (19 novembre 1988 - 29 gennaio 2016 ritirato)
- Luigi Mansi, dal 29 gennaio 2016

## Vescovi originari del presbiterio diocesano
- Felice Regano (Andria, 5 giugno 1786 - Catania, 30 marzo 1861) vescovo di Catania (1839-1860) e primo arcivescovo di Catania (1861);
- Giuseppe Jannuzzi (Andria, 10 gennaio 1801 - Lucera, 21 agosto 1871), vescovo di Lucera (1843-1871);
- Giuseppe Ruotolo (Andria, 15 novembre 1898 - Roma, 11 novembre 1970), vescovo di Ugento-Santa Maria di Leuca (1937-1968), vescovo titolare di Atella (1968-1970);
- Francesco Minerva (Canosa di Puglia, 31 gennaio 1904 - Canosa di Puglia, 23 agosto 2004), vescovo di Nardò (1948-1950), arcivescovo metropolita di Lecce (1950-1981);
- Corrado Ursi (Andria, 26 luglio 1908 - Napoli, 29 agosto 2003), vescovo di Nardò (1951-1961), arcivescovo metropolita di Acerenza (1961-1966) e coadiutore di Potenza e Marsico Nuovo, arcivescovo metropolita di Napoli (1966-1987);
- Lorenzo Chieppa (Andria, 12 dicembre 1909 - Lucera, 15 ottobre 1918), vescovo di Lucera;
- Riccardo Ruotolo (Andria, 15 novembre 1928 - San Giovanni Rotondo, 1º agosto 2012), vescovo titolare di Castulo (1995-2012), ausiliare di Manfredonia-Vieste-San Giovanni Rotondo, presidente della Casa Sollievo della Sofferenza;
- Giuseppe Matarrese (Andria, 3 giugno 1934 - Frascati, 27 giugno 2020), vescovo di Frascati (1989-2009);
- Agostino Superbo (Minervino Murge, 7 febbraio 1940), vescovo di Sessa Aurunca (1991-1994) e di Altamura-Gravina-Acquaviva delle Fonti (1994-1997), assistente nazionale dell'Azione Cattolica, arcivescovo metropolita di Potenza-Muro Lucano-Marsico Nuovo (2001-2015);
- Luigi Renna (Corato, 23 gennaio 1966), vescovo di Cerignola-Ascoli Satriano (2015-2022), amministratore apostolico di Manfredonia-Vieste-San Giovanni Rotondo (2018-2019), arcivescovo metropolita di Catania (dal 2022);
- Giovanni Massaro (Andria, 28 giugno 1967), vescovo di Avezzano (dal 2021).

## Statistiche
La diocesi nel 2022 su una popolazione di 145.041 persone contava 143.617 battezzati, corrispondenti al 99,0% del totale.
| anno | popolazione | popolazione | popolazione | presbiteri | presbiteri | presbiteri | presbiteri                | diaconi | religiosi | religiosi | parrocchie |
| anno | battezzati  | totale      | %           | numero     | secolari   | regolari   | battezzati per presbitero | diaconi | uomini    | donne     | parrocchie |
| ---- | ----------- | ----------- | ----------- | ---------- | ---------- | ---------- | ------------------------- | ------- | --------- | --------- | ---------- |
| 1905 | 101.000     | ?           | ?           | 206        | 200        | 6          | ?                         |         | ?         | ?         | 15         |
| 1958 | 138.450     | 138.900     | 99,7        | 103        | 83         | 20         | 1.344                     |         | 30        | 204       | 29         |
| 1970 | ?           | 127.800     | ?           | 125        | 93         | 32         | ?                         |         | 38        | 155       | 30         |
| 1980 | 124.500     | 126.792     | 98,2        | 101        | 71         | 30         | 1.232                     |         | 33        | 165       | 36         |
| 1990 | 127.000     | 132.045     | 96,2        | 104        | 68         | 36         | 1.221                     | 8       | 39        | 147       | 35         |
| 1999 | 133.000     | 135.816     | 97,9        | 95         | 67         | 28         | 1.400                     | 10      | 30        | 113       | 36         |
| 2000 | 133.500     | 136.266     | 98,0        | 87         | 61         | 26         | 1.534                     | 10      | 27        | 116       | 37         |
| 2001 | 133.800     | 136.768     | 97,8        | 90         | 64         | 26         | 1.486                     | 10      | 29        | 113       | 37         |
| 2002 | 130.000     | 137.088     | 94,8        | 87         | 65         | 22         | 1.494                     | 10      | 25        | 108       | 37         |
| 2003 | 131.000     | 137.586     | 95,2        | 91         | 70         | 21         | 1.439                     | 10      | 22        | 110       | 37         |
| 2004 | 132.000     | 138.740     | 95,1        | 96         | 71         | 25         | 1.375                     | 10      | 26        | 73        | 37         |
| 2006 | 135.000     | 140.148     | 96,3        | 94         | 73         | 21         | 1.436                     | 10      | 22        | 91        | 39         |
| 2012 | 138.000     | 141.006     | 97,9        | 100        | 72         | 28         | 1.380                     | 7       | 28        | 82        | 39         |
| 2015 | 140.000     | 141.229     | 99,1        | 89         | 69         | 20         | 1.573                     | 7       | 21        | 82        | 39         |
| 2018 | 137.800     | 139.560     | 98,7        | 94         | 67         | 27         | 1.465                     | 8       | 29        | 71        | 39         |
| 2020 | 137.527     | 139.500     | 98,6        | 93         | 67         | 26         | 1.478                     | 7       | 28        | 69        | 39         |
| 2022 | 143.617     | 145.041     | 99,0        | 85         | 70         | 15         | 1.689                     | 7       | 16        | 49        | 45         |